# Тридесетте славни години
Тридесетте славни години (френски: Les Trente Glorieuses) е название на бурното икономическо развитие през годините 1945 – 1975 г. въведено от Жан Фурастие. В този период са приложени теориите на Тейлър и Хенри Форд в производството. Периодът завършва с петролната криза и войната Йом Кипур между Израел и коалиционните партньори Египет и Сирия (1973), която предизвиква поскъпването на енергийните суровини.

## Възникване на понятието
Терминът е въведен от Жан Фурастие, по аналогия с 27, 28 и 29 юли – дните на Юлската революция във Франция, през 1830 г., преврата срещу Шарл X и установяването на Юлската монархия на Луи-Филип I.

## Производство и икономически растеж
След Втората световна война страни като Германия, Япония, Франция и други имат висок потенциал, но са икономически затруднени. Западноевропейските страни се възползват от плана Маршал: усвояване на капитали и кредитиране на индустриалния сектор. Характерно за този период е въвеждането на нови методи за производството и организация на труда предложени от Хенри Форд и Тейлър: създаване на поточни линии, работа на конвейер, тясна специализация.
Във Франция икономическите показатели за този период са блестящи, също както и в други страни. Настъпва технологична революция, която дълбоко променя индустриалното производство. БВП расте равномерно години наред без да бъде отбелязан спад. Ръстът на индустриалното производство, в съотношение 100% към 1938 г. и 99% през 1947 г., расте до 204% през 1957, до 338% през 1967 и до 452% през 1973. За 26 години производството е нараснало с 4,5%, или годишно с 5,9%.